# شهرستان اوست-بولشرتسکی
شهرستان اوست-بولشرتسکی (به لاتین: Ust-Bolsheretsky District) یک شهرستان در روسیه است که در سرزمین کامچاتکا واقع شده‌است.